# Corso (Boumerdès)
Corso (în arabă قورسو) este o comună din provincia Boumerdès, Algeria.
Populația comunei este de 20.705 locuitori (2008).